# Czoga Zanbil
Czoga Zanbil (pers. چُغازَنبیل, Czogha Zanbil), w starożytności Dur-Untasz-Napirisza - stolica królestwa Elam, obecnie stanowisko archeologiczne w Iranie około 50 kilometrów od Suzy, w pobliżu współczesnej wsi Czogha Zanbil, wpisane w 1979 roku na listę światowego dziedzictwa UNESCO. 
Znajdują się tu pozostałości elamickiego miasta, założonego przez Untasznapirisza w XIII wieku p.n.e. W centralnej części miasta zbudowany był ziggurat o podstawie o wymiarach 105 na 105 metrów. Ziggurat powstał w dwu etapach - początkowo został wzniesiony kompleks 28 pomieszczeń wokół kwadratowego dziedzińca o boku 67,2 metra. Na południowo-wschodnim rogu znajdowała się świątynia Inszuszinaka. Następnie budowla została przerobiona na ziggurat poprzez wzniesienie na środku dziedzińca wysokiej na 60 metrów wieży i dobudowanie dwu kolejnych stopni. W wyniku tych prac zniszczeniu uległa świątynia Inszuszinaka. 
Ziggurat otoczony był trzema murami. Mur wewnętrzny, o średnicy ok. 400 metrów, zwany był Świętym Kręgiem. Miał 7 bram, a z każdej z nich biegła wąska ścieżka wyłożona cegłami. W obrębie tego muru znajdowały się również 3 inne świątynie dedykowane następującym bóstwom:
- Napiriszowi lub Nabu
- Kiriszy, żonie Napiriszy
- Isznikarabowi lub Iszmekarabowi.

Pomiędzy tym a kolejnym murem odkryte zostały dodatkowo trzy inne świątynie:
- bogini-matki Pinikir
- Adada i Ningal
- Szimuta i Manzat

Trzeci, zewnętrzny mur miał natomiast ochraniać miasto. 
Miasto podupadło po klęsce Elamu zadanej przez wojska babilońskie dowodzone przez Nabuchodonozora I, jednakże pozostało miejscem pielgrzymek religijnych do około 1000 p.n.e. Ostateczny cios zadały mu natomiast w 640 roku p.n.e. wojska Asurbanipala. Do naszych czasów dotrwały m.in. ruiny pałacu i murów miejskich oraz trzy dolne kondygnacje starożytnego zigguratu.